# Créole malais
Comme beaucoup d'autres langues, le malais et l'indonésien ont donné naissance à des créoles. On identifie ainsi :
- le malais baba de Singapour ;
- le malais de Malacca ;
- le malais de Sri Lanka.
- le peranakan en Indonésie (Java et Bali).